# Stemma di Oslo
Lo stemma di Oslo (Norvegia) è in realtà la versione moderna di un antico sigillo medievale della città, risalente al 1300 circa. Il disegno del sigillo si basa sulla leggenda di San Halvard, il santo patrono di Oslo, e rappresenta il santo vestito con una tunica rossa, cappa e elmo seduto sopra un trono di leoni e nelle mani i suoi attributi: una ruota di mulino e delle frecce. Ai suoi piedi, accostata, una donna nuda. Sullo sfondo, un cielo azzurro con quattro stelle dorate.
Sul bordo del sigillo, un'iscrizione in latino che recita: OSLO UNANIMITER ET CONSTANTER (Oslo, Unanime e Costante). Al disopra una corona muraria di cinque torri.

## Storia
Il simbolo è il più antico della Norvegia, risalendo al 1300 circa. Questo primo sigillo assomigliava, grosso modo, all'attuale. Anche dopo l'introduzione della riforma protestante sul suolo norvegese si continuò ad utilizzare il sigillo di San Halvard, però con delle modifiche. Trattandosi di una venerazione cattolica quella di San Halvard perse nel tempo d'importanza e nei sigilli posteriori alla riforma al posto del santo si rappresentò una figura femminile. La figura di San Halvard con la donna venne recuperata alla fine del XIX secolo e contemporaneamente venne inserita la corona muraria, inesistente precedentemente. 
Lo stemma attuale è una versione del 1924, disegnata da Børre Ulrichsen e colorata da Carsten Lien.